# 百字贊
《百字贊》是明太祖朱元璋在位期间手書的一百字對伊斯蘭教的贊美文。原文保留在南京，幾間中國的清真寺也有其副本。

## 全文
|  | 乾坤初始，天籍注名。傳教大聖，降生西域。授受天經，三十部冊，普化眾生。億兆君師，萬聖領袖。協助天運，保庇國民。五時祈祐，默祝太平。存心真主，加志窮民。拯救患難，洞徹幽冥。超拔靈魂，脱離罪業。仁覆天下，道冠古今。降邪歸一，教名清真。穆罕默德，至貴聖人。 |